# 奧爾斯塔德冰川
奧爾斯塔德冰川（英語：Olstad Glacier）是南極洲的冰川，位於帕默群島的彼得一世島西岸，處於托夫特冰川以南3.7公里，以挪威的動物學家命名，現時由南極條約體系管理。